# Lawrence Konner
Lawrence Konner (nascido no Brooklyn) é um roteirista norte-americano e parceiro de longa data de roteiro de Mark Rosenthal.

## Vida pessoal
Ele é casado com a aclamada escritora Zoë Heller e tem duas filhas. Ele também tem dois filhos adultos, de um casamento anterior.